# Ida Orloff
Ida Orloff (también escrita Ida Orlov, seudónimo de Ida Siegler de Eberswald) fue una actriz de teatro y cine rusa-alemana. Reconocida por sus interpretaciones de literatura moderna en los principales teatros alemanes. Tuvo notoriedad por protagonizar el clásico del cine mudo Atlántida de 1913, basada en la novela homónima de Gerhart Hauptmann, con quién tendría una polémica relación.

## Primeros años
Nacida en San Petersburgo, en la actual Rusia, con el nombre de Ida Margarita Weißbeck, era hija de Jorge Weißbeck, gerente de una cervecería que había emigrado de la provincia prusiana de Hesse. Tras la muerte de su padre, alrededor de 1895, se trasladó con sus dos hermanos y su madre, originaria de Heidelberg, a Alemania y posteriormente a Viena en el entonces Imperio austrohúngaro. Tras el nuevo matrimonio de su madre, Ida adoptó el apellido de su padrasto, aunque nunca fue adoptada formalmente por este. A los trece años intentó suicidarse ahogandose. Se salvó, pero los pensamientos suicidas la perseguirian durante toda su vida. Educada inicialmente en un convento, cursó estudios superiores en la Teatro Ottosche de Viena tras la muerte de su padrastro. 

## Carrera y Hauptmann
Comenzó su carrera como actriz en el mundo del teatro y finalmente adoptó el nombre artístico de Ida Orloff, debido a que hablaba ruso con fluidez, también era llamada Iduschka. Su pequeño papel en "Los libros de Pandora" de Frank Wedekin, atrajo la atención de Otto Brahm, quién la trajo a Berlín.
En 1905, entabló una relación amorosa con el novelista Gerhardt Hauptmann, convirtiéndose en su musa. Él solía firmar sus cartas a ella como "Your Wann" en referencia a un personaje de su obra "Y Pippa baila". Hauptmann estaba casado, pero su esposa probablemente subía del romance y lo toleraba. En 1907, la relación terminó, pero la imagen de Idinka (como él la llamaba) lo siguió rondando y reaparecería en su obra durante años. 
El 23 de julio de 1907, se casó con un amigo de su juventud, el abogado Carlos Satter. Tuvieron un hijo, Enrique, el 27 de septiembre de 1908, aunque su matrimonio acabó en divorció el 26 de enero de 1910, aunque vivieron juntos durante diez años más.
En 1910 interpretó el papel de Hilda Wangel en una adaptación de "Baumeister Solness" de Henrik Ibsen en el Teatro Lessing. Por aquella época firmó un contrato con el Burgtheater de Viena, pero durante su estancia apenas consiguió papeles.
En 1913, actuó en la película danesa Atlántida, basada en la novela que Hauptmann había concebido durante un viaje a América, en que irónicamente había viajado con ella. En el contrato con Hauptmann, la compañía Nordisk Film se había comprometido a incluir a Orloff. Sin embargo, no resultó convincente como bailarina erótica.
Debido a que se fue a Noruega sin permiso, fue despedida del Burgtheater. Partió hacia San Petersburgo con su propio conjunto de teatro en 1913, que incluía a Hermann Benke, Rudolf Forster, George Saiko y el dramaturgo Franz Csoko. Sus actuaciones fueron apreciadas, pero la colonia alemana era demasiado pequeña y perdió la mayor parte de su dinero en esta aventura. Poco después de su regreso a Austria, huyó con Carlos Satter a Dinamarca para que no se enrole durante la Primera Guerra Mundial. Allí tuvieron a su segundo hijo, pero murió a las seis semanas. Durante su tercer embarazo, su matrimonio con Satter finalmente se rompió y regresó sola a Viena para dar a luz a su hijo, Hermann, el 31 de marzo de 1918.
Dejó al niño al cuidado de Hanna, la hermana mayor de Satter, y se fue a Berlín con su hijo mayor. Allí actuó en su última película, "Baccarat" (1919). Le propuso matrimonio al crítico y periodista Franz Leppman. Él se negó, pero Ida insistió y se casaron en 1921. En 1922 nació su hijo Wolfgang. Para entonces, había engordado y le costaba encontrar nuevos trabajos como actriz. Dejó los escenarios y se unió a la naciente radio alemana en 1923, siendo la primera mujer en leer poemas y obras de teatro. También tradujo obras del ruso al alemán, incluyendo a Fiódor Dostoievski. Debido a que nuevo marido era judío y cuando los nazis llegaron al poder en 1933 abandonaron Alemania y se fueron a Italia.

## Vida posterior y muerte
En Italia le fue difícil encontrar trabajo y pronto se vio en apuros económicos. Le pidió ayuda a Hauptmann (que conocía a Benito Mussolini), pero él se negó, alegando que no podía molestarlo con asuntos privados. Tanto ella como su marido trabajaron en el Landschulheim Florenz para niños refugiados hasta su cierre en 1938. En 1938 vio a Hauptmann después de varios años por casualidad en Rapallo. Apenas le recordaba a la chica de la que se había enamorado y le habló de sus hijos. Ella y Leppmann se fueron a Inglaterra, pero necesitada de dinero y con ganas de divorciarse, regresó sola a Alemania.
Obtuvo el divorcio y vivió un tiempo con su hijo Hermann, editor de un periódico. Tras la invasión alemana de Noruega, participó en producciones para las fuerzas armadas de ese país. El 31 de marzo de 1942, interpretó su último papel en "Los pilares de la sociedad" de Henrik Ibsen, esta sería su última actuación.
Tras un período de enfermedad, se instaló en Tullnerbach, cerca de Viena, donde vivió con la hermana de su primer marido. Vio por última vez a Hauptmann en 1943 en Viena, en un banquete ofrecido por los austriacos por su 80.º cumpleaños. A comienzos de 1945 mientras llegaba a su fin la Segunda Guerra Mundial, el ejército ruso invadió Austria, Orloff confiaba en poder hablar con los soldados e impedir que saquearan su casa, pero oyó el rumor de que los rusos eran extremadamente violentos y violaban a las mujeres austriacas por doquier, por lo que mientras la batalla de Viena se desarrollaba a pocos kilómetros de su casa, se suicidó para evitar ese supuesto rumor (posiblemente un soldado la atacó primero). Unos días antes, su hijo Hermann había muerto en la guerra también en Viena. Ida fue enterrada en el jardín de su casa en Tullnerbach y no fue hasta 1953 que sus restos fueron trasladados al cementerio de Pressbaum.

## Filmografía
- Atlántida (1913)
- Baccarat (1919)

## Obras de radio
- 1924: Y Pippa baila – Autor: Gerhart Hauptmann.
- 1925: 
  - El Loco y la Muerte – Autor: Hugo von Hofmannsthal, dirigido por Alfred Braun.
  - 1925: La fiesta en el campo – Autor: Adolf Glaßbrenner, dirigido por Alfred Braun.
  - Las liebres en el Hasenheide – Autor: Louis Angely, dirigido por Alfred Braun.
  - La Ascensión de Hannele – Autor: Gerhart Hauptmann, dirigido por Ernst Pündter.
- 1926:
  - Heiligland – Autor: Alice Fliegel-Bodenstedt, dirigido por Hermann Beyer.
  - Xantipa y Sócrates – Autor: Maurice Baring
  - Alegrías maritales reales – Autor: Maurice Baring.
  - La oficina de correos – Autor: Rabindranath Tagore, dirigido por Hans Bodenstedt.
  - La campana hundida – Autor: Gerhart Hauptmann, dirigido por Hans Bodenstedt.